# Kathiawari
De Kathiawari is een paardenras uit India, oorspronkelijk van het schiereiland Kathiawar. Hij is nauw verwant aan de Marwari, daarmee vertegenwoordigt hij dit ras net als de Arabier, van welke hij ook afstamt. De Kathiawari werd oorspronkelijk gefokt als een oorlogspaard die moest kunnen overleven in de woestijn. Hij moest lange afstanden kunnen lopen over ruw terrein, met weinig voedsel of water. Ze komen in allerlei kleuren voor behalve zwart, maar meestal zijn ze wildkleurig met primitieve markeringen. 
Nadat India een zelfstandig land werd is de fok aanzienlijk afgenomen en vandaag de dag zijn er nog maar weinig Kathiawari's over. Voorheen werden ze vooral gebruikt in de oorlog en cavalerie, tegenwoordig worden ze gebruikt als politiepaard, sportpaard of specifiek voor Tentpegging. De registratie en shows worden georganiseerd door de Kathiawari Horse Breeders Association.

## Raskenmerken
De beste Kathiawari's zijn onder de 152 cm, paarden die hier boven komen lijken vaak grof en wijken af van het gewenste resultaat. Dit ras kun je vinden in allerlei kleuren, behalve zwart. Kastanjebruin is de meest voorkomende kleur, gevolgd door bruin, schimmel en wildkleur. Veel wildkleurige paarden hebben primitieve markeringen, die aangeven dat er een mogelijke connectie is met de Tarpan. Er zijn pinto aftekeningen, maar deze zijn zeldzaam. Zijn hoofd heeft een hol profiel, met een breed voorhoofd en een korte snuit. De nek en het lichaam zijn proportioneel en relatief kort, maar zijn hoofd en staart draagt hij hoog. Een van de meest kenmerkende eigenschappen van dit ras zijn de oren. Deze krullen naar binnen toe en af en toe overlappen de topjes elkaar. De Kathiawari heeft van alle rassen de meest gekrulde oren. Op een gegeven moment in de historie van het fokken van dit ras werd er vooral gekeken naar het krullen van de oren en niet naar andere, ook belangrijke karakteristieken van het ras. De Kathiawari kan overleven op zeer weinig water en voedsel en kan beter tegen hitte dan paarden die gefokt zijn in koudere gebieden. De Kathiawari heeft naast de normale gangen, ook een extra gang genaamd de revaal (Aziatische naam voor tölt). Ze staan bekend als genegen en intelligente dieren die graag willen werken.
Ze lijken veel op de Marwari, ook een paardenras uit India. Ze hebben vrijwel dezelfde fysieke kenmerken en ook dezelfde geschiedenis. Het grootste verschil zit hem in de plaats van origine, de Kathiawari komt van het schiereiland Kathiawar en de Marwari uit de regio Marwar. Kathiawari's hebben een iets ander hoofd dan de Marwari en zijn over het algemeen wat slanker en kleiner. Je ziet bij de Kathiawari ook veel Arabisch bloed terug, deze heeft grote invloed gehad op het ras. 

## Geschiedenis
Het ontstaan van de Kathiawari is niet helemaal bekend, er waren al paarden ver voordat de Mogoldynastie regeerde. Onder de Mogols werden er Arabische paarden geïmporteerd en gekruist met de inheemse paarden. De nakomelingen van deze kruisingen werden de voorouders van de Kathiawari. Het ras zou ook beïnvloed zijn door het Mongoolse paard. Edele huizen hadden van oorsprong hun eigen lijn, die ze vernoemden naar hun eigen merrie van oorsprong. 28 van deze lijnen bestaan nog steeds. Deze huizen selecteerden sterk op hun nakomelingen, ze moesten extreme weersomstandigheden kunnen weerstaan en op weinig rantsoen kunnen leven. Ze moesten een bewapende man kunnen dragen en over ruig terrein kunnen rijden, maar wel met souplesse en lenigheid. Ze fokten taaie, slanke paarden die geschikt waren voor de oorlog. De Kathiawari's stonden er om bekend dat ze loyale en dappere paarden waren. Ze beschermden hun rijders zelfs als ze zelf gewond waren. Dit fokken werd gehandhaafd totdat India zelfstandig werd. 
Hoewel het ras nog steeds gefokt wordt op het schiereiland, wordt deze ook gefokt in de staten Maharashtra en Rajasthan. De Kathiawari Horse Breeders Association let op de registratie. De Gujarat overheid overziet de stoeterijen op elf verschillende locaties. Één locatie in Junagadh heeft zowel hengsten als merries en deze locatie is bedoeld om het ras te behouden zoals het nu is. Op andere locaties staan weer hengsten om het ras fris te houden en eventueel te kruisen met andere rassen. In 2007 waren er 50 Kathiawari's gehouden door particuliere eigenaren. De Panchaal regio is ook een gerenommeerde staat waar Kathiawari's gefokt worden, vaak komen er de mooiste exemplaren vandaan. Aan het begin van 2010, hadden Britse Marwari/Kathiawari vrienden gevraagd of er donaties en gebruikte bitten konden worden gegeven. Er werden huisgemaakte bitten gebruikt met scherpe randjes, wat natuurlijk niet goed is voor de mond van het paard.

## Gebruik
In het begin van de 19e eeuw werden de Kathiawari's gebruikt door het Maratharijk en door de Britse cavalerie, hij werd ook als superieur gezien tegenover andere rassen. Hij werd gebruikt in de cavalerie tot het eind van de Eerste Wereldoorlog, maar ze werden ook een beetje gebruikt in de oorlog door de Indiase soldaten. Nu wordt het ras veelvuldig gebruikt in India door de bereden politie. Hij wordt ook intensief gebruikt in de sport en specifiek voor Tentpegging. Shows voor dit ras worden gehouden door de stamboekhouders. 